# Гусейнов, Садых Омар оглы
Садых Омар оглы Гусейнов (азерб. Sadıq Ömər oğlu Hüseynov; 29 декабря 1924, Атакишили, Кюрдамирский район — 1 июня 2003, Баку) — азербайджанский актёр, заслуженный артист Азербайджанской ССР (1974).

## Биография
Садыг Гусейнов родился 29 декабря 1924 года в селе Атакишили Кюрдамирского района. Работал в театре до 1974 года. Киноактёр киностудии «Азербайджанфильм», работал в театральной студии.  В 1990-х годах запомнился зрителям в качестве мудрого дедушки Савалана в детском вечернем шоу. Умер 1 июня 2003 года. Отец актера Арзу Гусейнова .

## Фильмография
1. Ничего не случилось (1989)
2. Анекдот (1989)-подполковник в отставке
3. Родные берега (1988)
4. Чертик под лобовым стеклом (1987)-железнодорожник
5. Ягуар (1986)-эпизод
6. Сигнал с моря (1986)
7. Кровавое поле (1985)-эпизод (нет в титрах)
8. Городские косари (1985) Асад — главная роль
9. Старый причал (1984)-Рахим
10. Вот придет август (1984)-эпизод
11. Хочу жениться (1983)-крестьянин
12. Учитель музыки (1983) — дедушка
13. Переворот по инструкции 107 (1982) — мастер типографии
14. Низами (1982) — Ата
15. Пора красных яблок (1981) — Хасанбек
16. Перед закрытой дверью (1981) — участковый милиционер
17. Не бойся, я с тобой! (1981) — отец Мардана
18. Золотая пропасть (1981) — Ахмед
19. Я придумываю песню (1979) — деревенский житель (нет в титрах)
20. Бабек (1979)
21. Простите нас (1979)
22. Свекровь (1978)-эпизод
23. Последняя ночь уходящего года (фильм-спектакль) (1978)-почтальон
24. Мужчина в доме (1978)-Микаил
25. Жена моя, дети мои (киноальманах)(1978) -эпизод
26. Ночь над Чили (1977)-Роландо Мачука
27. Бухта радости (1977)- Фатуллаев
28. Иду на вулкан (1976, 1977)-директор совхоза
29. Звук свирели (1976)-солдат Рза
30. Любовь с первого взгляда (1975, 1988)-родственник на семейном совете
31. Если мы вместе (1975)-эпизод
32. По следам Чарвадаров (1974) — Махмуд киши
33. Твой первый час (1973) — начальник милиции
34. Колокольчик (короткометражный) (1973) — Мамед Киши (главная роль)
35. Я вырос у моря (1972) — Башир
36. Фламинго, розовая птица (1972) — Алигусейн
37. Последний перевал (1970) — Самад
38. Семеро сыновей моих (1970) — эпизод
39. Генерал (короткометражный) (1970)
40. В этом южном городе (1969) — сумасшедший Бабаш
41. Человек и цепи (1968) (короткометражный) — Базилио
42. Красавицей я не была (1968) — Курбан
43. Почему ты молчишь? (1966) — оперуполномоченный
44. Есть и такой остров (1963) — эпизод
45. Настоящий друг (1959) — боцман
46. Под знойным небом (1957) — секретарь комитета комсомола (нет в титрах)
47. Не та, так эта (1956) — погромщик (нет в титрах)

## Озвучивание
- Удар в спину (художественный фильм) (1977)
- Добрая сказка (анимационный) (1986)